# Operation El Dorado Canyon
Die Operation El Dorado Canyon waren Luftangriffe der USA gegen Ziele in Libyen im Jahr 1986. Eingesetzt wurden die Teilstreitkräfte United States Air Force, United States Navy und das United States Marine Corps. Dieser Angriff resultierte aus dem Anschlag auf die Berliner Diskothek La Belle am 5. April 1986.

## Hintergrund
Nach dem Sturz der libyschen Monarchie 1969 und Gaddafis Machtübernahme verschlechterte sich das Verhältnis zwischen den USA und Libyen zunehmend. Die Anlehnung Gaddafis an die Sowjetunion, seine Unterstützung für kommunistische Regimes und terroristische Gruppen erregten während der 1970er-Jahre den Unmut der US-Administration. Anlass für eine direkte Konfrontation war Gaddafis Versuch, seevölkerrechtswidrig die Große Syrte zu libyschem Territorialgewässer zu erklären. Dabei setzten die USA vom Februar bis März 1986 während der Operation Attain Document den Großteil der Sechsten Flotte ein, um öffentlichkeitswirksam zu demonstrieren, dass sie die Große Syrte nicht als libysches Gewässer ansahen und Gaddafis Ansinnen gescheitert war. Die libysche Armee feuerte sechs Flugabwehrraketen auf US-Flugzeuge ab, innert zweier Tage kam es mehrmals zu Kampfhandlungen zwischen der US-Marine und libyschen Streitkräften, welche die USA für sich entschieden und zu Verlusten auf libyscher Seite geführt hatten. In Reaktion darauf betrieb Gaddafi eine Terrorkampagne gegen US-Ziele. Diese kulminierte am 5. April 1986 in dem Attentat auf die von US-Soldaten besuchte Diskothek La Belle in Berlin. Die US-Regierung entschloss sich daraufhin zu Luftschlägen gegen Ziele in Libyen.

## Verlauf

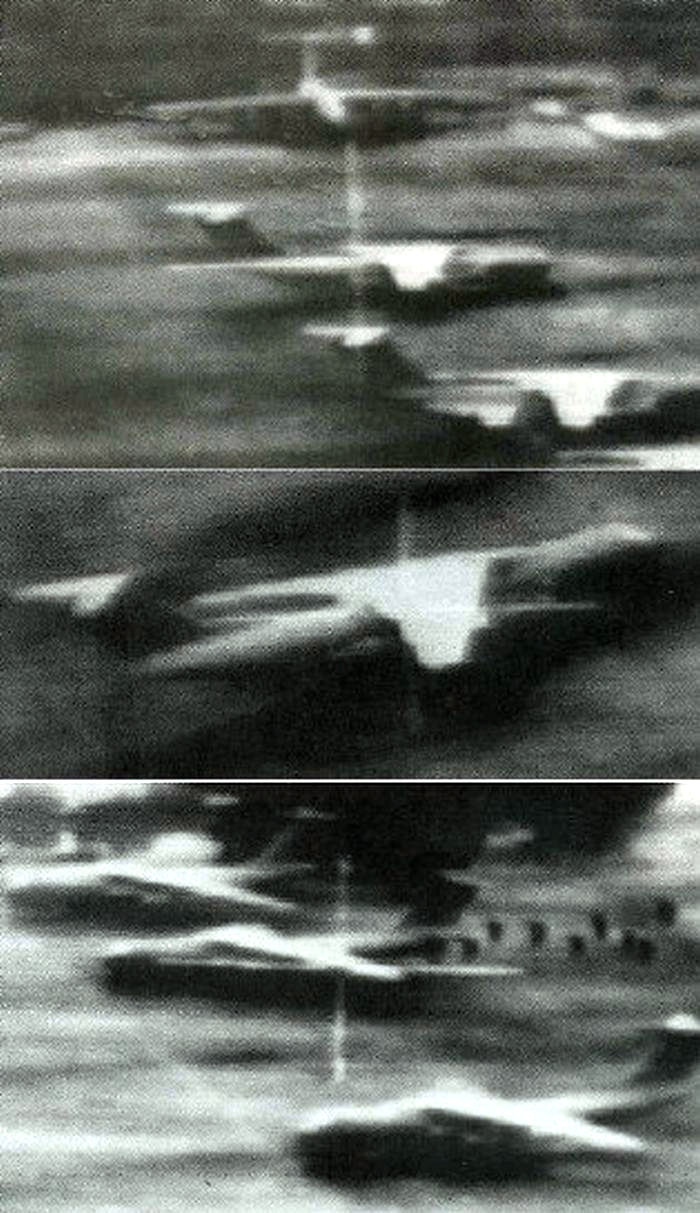
Libysche Iljuschin Il-76 im Fadenkreuz der US-Bomber

In der Nacht vom 14. auf den 15. April 1986 führten die Streitkräfte der Vereinigten Staaten einen Luftangriff auf die libyschen Küstenstädte Tripolis und Bengasi aus.

### Angriffe auf Tripolis
Frankreich, Italien und Spanien verweigerten den USA die Überflugrechte und die Verwendung der amerikanischen Militärflugplätze in Kontinentaleuropa für eine Operation gegen Libyen, sodass die in Großbritannien gestarteten Flugzeuge ihr Ziel durch den internationalen Luftraum über der Straße von Gibraltar erreichen mussten, was mehrfache Luftbetankung erforderte.
Am 14. April 1986 um 17:36 Uhr (UTC) starteten auf den Stützpunkten RAF Lakenheath und RAF Upper Heyford in Großbritannien 19 Kampfflugzeuge vom Typ F-111F Aardvark der 48. TFW (Tactical Fighter Wing) und fünf Flugzeuge des Typs EF-111A zur elektronischen Kampfführung (ECM) der 42. Electronic Combat Squadron mit Ziel Tripolis in Libyen. Sechs Flugzeuge (fünf F-111F und eine EF-111A) kehrten wegen Problemen beim ersten Auftankmanöver zu ihren Stützpunkten zurück. 18 verbliebene Kampfflugzeuge (14 F-111F und vier EF-111A) begannen um Mitternacht (UTC) bzw. um 02:00 Uhr libyscher Zeit die US-Bombenangriffe auf Ziele in und um Tripolis.
Die Ziele umfassten die Ausbildungsstätte für Kampfschwimmer, den Militär-Flughafen sowie den Kasernenkomplex in Bab al-Aziziya. Revolutionsführer Muammar al-Gaddafi und zwei seiner Söhne sollen dabei verletzt worden sein. In der Nähe von Gaddafi soll eine Bombe niedergegangen sein und ihn an der Schulter verletzt haben. 36 weitere Libyer fielen nach libyschen Angaben den Bombardierungen zum Opfer, außerdem entstanden Gebäudeschäden an den Botschaften von Österreich, der Schweiz, Finnlands, Frankreichs und des Iran.
Beim Angriff auf den Flughafen warfen die F-111F-Kampfflugzeuge sowohl ungelenkte Bomben vom Typ Mk 82 sowie gelenkte Bomben vom Typ GBU-10 Paveway II ab. Drei Frachtflugzeuge vom Typ Iljuschin Il-76 wurden zerstört und drei weitere beschädigt. Ein libysches Passagierflugzeug vom Typ Boeing 727 und eine Maschine vom Typ Fiat G.222 wurden ebenfalls am Boden getroffen.
Das libysche Abwehrfeuer mit Luftabwehrraketen blieb erfolglos, obwohl Malta und Italien libyschen Stellen den Anflug der US-Flugzeuge mitgeteilt hatten. Die libysche Luftwaffe startete keine Abfangjäger. Eine F-111F der US-Luftwaffe (Rufzeichen: Karma 52) soll von einer libyschen Luftabwehrrakete, nach anderen Angaben mit einer Flugabwehrkanone abgeschossen worden sein. Der Pilot Major Fernando L. Ribas-Dominicci und der Waffensystemoffizier Captain Paul F. Lorence kamen dabei um. Die Leiche des Piloten wurde von libyschen Sicherheitskräften gefunden. Die sterblichen Überreste wurden auf Vermittlung des Vatikans 1989 in die USA überführt. Ein weiteres Kampfflugzeug vom Typ F-111F musste nach den Angriffen auf Libyen wegen technischer Probleme auf dem Luftwaffenstützpunkt Rota in Spanien landen. Die Besatzung wurde innerhalb von zwei Stunden zum britischen Stützpunkt Lakenheath geflogen.

### Angriffe auf Bengasi
Gegen Bengasi setzte die US Navy einen trägergestützten Kampfverband ein. Vom Flugzeugträger Coral Sea starteten acht Bomber Typ A-6E Intruder und sechs Kampfflugzeuge Typ F/A-18A Hornet. Vom Träger America starteten sechs A-6E Intruder, sechs A-7E Corsair II-Jagdbomber und eine Maschine zur elektronischen Kampfführung Typ EA-6B Prowler. US-Kampfflugzeuge Typ F-14 Tomcat schützten die Träger und vier Flugzeuge Typ E-2C Hawkeye überwachten den Luftraum. Kampfschiffe sicherten und überwachten die Militäraktion, darunter der Lenkwaffenzerstörer King. Ein US-Flugzeugträger im Mittelmeer, die Saratoga, wurde ab April 1986 aus dem engeren Krisengebiet abgezogen und nahm nicht unmittelbar an der Militäraktion teil.
Für Aufklärungsflüge und Aufnahmen während der Operation soll auch ein Flugzeug Typ SR-71 Blackbird vom britischen Luftwaffenstützpunkt RAF Mildenhall eingesetzt worden sein.
Angriffsziele waren ein mutmaßliches Ausbildungszentrum für Terroristen in Sidi Bilal (Sidi Balal), der Kasernenkomplex Dschamahirija in Tripolis und der Luftwaffenstützpunkt Benina südöstlich von Bengasi, auf dem vier Kampfflugzeuge Typ MiG-23 Flogger, zwei Flugzeuge Typ Fokker F.27 Friendship, zwei Hubschrauber Typ Mi-8 (Mi-17) Hip und sechs Kleinflugzeuge (zwei Twin Otters, zwei Cessna 402 und zwei Cessna 152) zerstört wurden. Darüber hinaus wurden Radarkontrollanlagen und Luftabwehrbatterien zerstört.

## Fernsehrede des US-Präsidenten Reagan nach den Luftangriffen

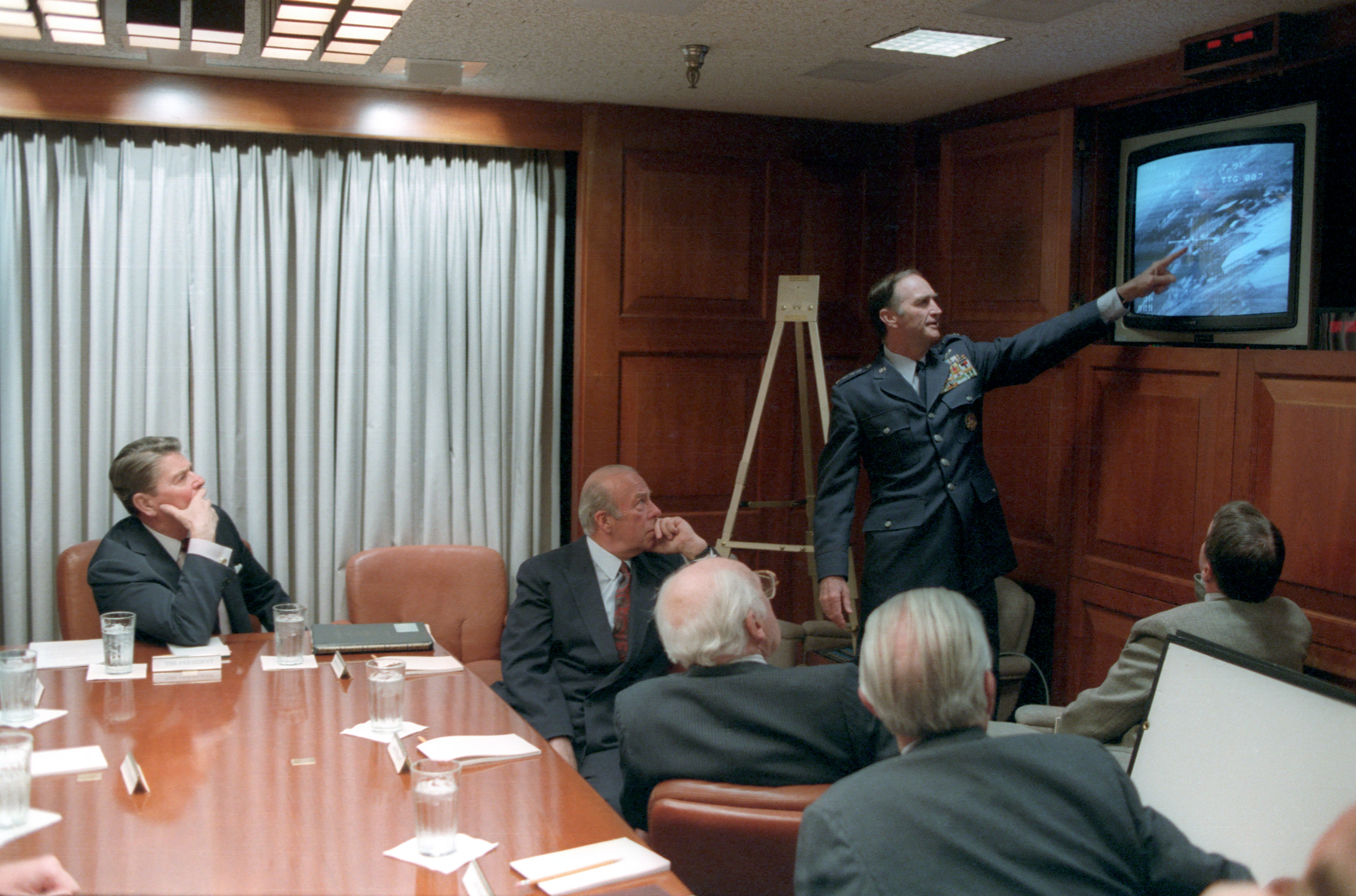
US-Präsidenten Reagan (links) bei einem Briefing des Nationalen Sicherheitsrates über die Angriffe

US-Präsident Ronald Reagan erklärte am Abend des Angriffs auf libysche Ziele in einer Fernsehansprache:

„Vor einigen Wochen habe ich in New Orleans Oberst Gaddafi gewarnt, daß wir seine Regierung für alle weiteren terroristischen Angriffe gegen amerikanische Bürger zur Rechenschaft ziehen würden. […] Jahrelang wurde er jedoch von keinerlei wirtschaftlichen, politischen oder militärischen Sanktionen betroffen. Und die Zahl der blutigen Übergriffe stieg weiter an – genau wie die der unschuldigen Toten und Verwundeten. Durch Untätigkeit das Abschlachten amerikanischer Zivilisten und amerikanischer Soldaten zu ignorieren – ganz gleich, ob in Nachtclubs oder an Terminals von Flughäfen –, ist schlicht und einfach kein Teil amerikanischer Tradition. Wann immer unsere Bürger auf direkten Befehl eines feindlichen Regimes mißhandelt oder angegriffen werden – gleich, an welchem Ort in dieser
Welt –, so werden wir reagieren, so lange ich im Oval Office sitze.
Selbstverteidigung ist nicht nur unser Recht; sie ist unsere Pflicht. […] Aber diese, wenngleich gewaltsame, Mission kann rechtschaffene Männer und Frauen einer sicheren und geschützten Welt näher bringen. Wir werden standhaft bleiben. […] Trotz unserer wiederholten Warnungen fuhr Gaddafi mit seiner zerstörerischen Politik der Einschüchterung, mit seinem schonungslosen Terror fort. Er zählte auf die Passivität Amerikas. Er hat sich verrechnet.“

## Reaktionen

### Libyen
Als Reaktion beschoss Libyen am 15. April 1986 die italienische Insel Lampedusa, auf der sich eine LORAN-Funknavigationsstation der US-Küstenwache befand, mit zwei ballistischen R-17 (NATO-Codename Scud-B). Beide Raketen stürzten einen Kilometer vor dem Ziel in das Meer. Es gab keine Verletzten.
Am 16. April 1986 verkündete Muammar al-Gaddafi in einer Fernsehrede, er werde seinen Kampf für die Weltrevolution fortsetzen, und wies die Vorwürfe einer Unterstützung des Terrorismus zurück. Libyen unterstellte außerdem Tunesien, den USA Überflugrechte für den Angriff gewährt zu haben. Dies führte zur Verschlechterung der Beziehungen zum Nachbarland Tunesien, mit der Folge, dass tunesische Gastarbeiter ab September 1986 des Landes verwiesen wurden. Libyen stellt außerdem die Schuldenzahlungen an Tunesien ein: Der Schuldenstand gegenüber Tunesien belief sich auf 115 Millionen US-Dollar.
Am 17. April 1986 kündigte Libyen als Vergeltungsmaßnahme für die britische Unterstützung der US-Luftangriffe Anschläge gegen britische Einrichtungen im Libanon an. Ende April 1986 wurden drei britische Staatsbürger im Libanon entführt und ermordet. Man vermutet die AIIB (Anti-Imperialistische Internationale Brigaden) im Auftrag Libyens als Urheber. Am 17. April 1986 wurde im Sudan ein Kommunikationsoffizier der US-Botschaft in Khartum angeschossen und verwundet. Man vermutete einen Zusammenhang mit den US-Angriffen auf Libyen. Am gleichen Tage wurden im Libanon drei Geiseln, der US-Bürger Peter Kilburn in Beirut und die Briten Leigh Douglas und Philip Padfield erschossen. Oberstleutnant Oliver North vom Nationalen Sicherheitsrat des US-Präsidenten Ronald Reagan soll vor den Bombenangriffen auf Libyen in Verhandlungen mit den Entführern gestanden und die Freilassung für drei Millionen US-Dollar ausgehandelt haben. Nach den US-Angriffen habe Libyen bzw. Muammar al-Gaddafi das US-Angebot überboten, sodass Kilburn getötet wurde.
Am 19. April 1986 explodierte in einem US-Offizierklub in Ankara eine Bombe. Vier mutmaßlich libysche Terroristen wurden von der türkischen Polizei verhaftet.
Die Verurteilung der US-Angriffe durch den UN-Sicherheitsrat in New York scheiterte am Vetorecht der USA, Großbritanniens und Frankreichs. Libyen begann daraufhin mit der Schließung zahlreicher Botschaften in Westeuropa.
Libyen wird auch für den Lockerbie-Anschlag auf ein US-amerikanisches Flugzeug über Schottland im Jahr 1988 verantwortlich gemacht.

### Sowjetunion
Am 16. April 1986 bekräftigte der Generalsekretär der KPdSU, Michail Gorbatschow, in einem Schreiben an Muammar al-Gaddafi die „tätige Solidarität“ der Sowjetunion mit Libyen angesichts der US-Luftangriffe, gegen die die Sowjetunion aufs Schärfste protestiere.

### Bundesrepublik Deutschland
Noch am 15. April 1986 fanden in Hamburg zwei große Demonstrationen  mit – laut Medienberichten – über 5000 Teilnehmern statt. Dabei kam es bedingt durch 200 Gewalttäter zu erheblichem Vandalismus und schweren Ausschreitungen mit der Polizei. Teilgenommen an den Protestzügen hatten auch Vertreter der politischen Parteien GAL, DKP und SPD mit Redebeiträgen. Selbst der damalige SPD-Bürgermeister Hamburgs, Ortwin Runde sprach in Bezug auf die US-Luftangriffe auf Libyen von einer „eklatanten Verletzung des Völkerrechtes“ und der Grünen-Vorstand von einer „verbrecherischen Attacke“.
Am 16. April 1986 gab Bundeskanzler Helmut Kohl eine Regierungserklärung zum internationalen Terrorismus und den US-Luftangriffen auf Libyen im Deutschen Bundestag ab. Kohl wies im Zusammenhang mit den US-Angriffen auf Libyen darauf hin, dass es Hinweise auf eine libysche Verantwortung für den Anschlag auf die West-Berliner Diskothek La Belle am 5. April 1986 gebe. Wer Gewalt predige, müsse damit rechnen, dass sich die Betroffenen wehren, so Kohl.
Weitere Äußerungen deutscher Politiker nach den US-Angriffen auf Libyen:
Außenminister Hans-Dietrich Genscher (FDP): „Kriegsgefahr besteht nicht, aber die Lage im Mittelmeer ist ernst. Um so wichtiger ist eine entschlossene polizeiliche Zusammenarbeit zur Bekämpfung des Terrorismus.“ „[…] dass gerade im jetzigen Stadium neue Belastungen für die europäisch-amerikanischen Beziehungen vermieden werden müssen.“
Heiner Geißler (CDU): „Es ist der Zeitpunkt gekommen, an dem sich die westlichen Demokratien nicht mehr alles gefallen lassen können.“
Hans-Jürgen Wischnewski (SPD): „Wir brauchen eine europäisch-arabische Konferenz zur Bekämpfung des Terrorismus. Die hervorragende Arbeit der GSG 9 wurde bisher nie angefordert […]“
Franz Josef Strauß (CSU) qualifizierte die Forderung von Bundesaußenminister Hans-Dietrich Genscher nach einer politischen Beherrschung der Krise als „Unredlichkeit“ und „Feigheit“ ab. Genschers Politik sei so, „als ob jemand Kukident (ein Zahnpflegemittel) gegen Beinbrüche empfiehlt.“ … Jetzt solle „doch mal einer sagen, wie eine solche politische Lösung angesichts der gegebenen Tatsachen und der Person von Gaddafi aussehen soll“ … Man müsse jetzt begreifen, dass wir uns leider in einem „Kriegszustand“ befinden, in der Form eines neuen, nicht erklärten Krieges, zitiert in der Süddeutschen Zeitung vom 21. April 1986.
Am 23. April 1986 verlangte die Bundesrepublik als erstes europäisches Land die Reduzierung des Botschaftspersonals des libyschen Volksbüros in Bonn von 41 auf 22 Diplomaten.

### Weitere
Am 16. April 1986 erklärte die britische Premierministerin Margaret Thatcher vor dem Unterhaus in London, dass die US-Angriffe auf Libyen als Selbstschutzhandlung nach Artikel 51 der Charta der Vereinten Nationen zu sehen sind. Tatsächlich verurteilte die Vollversammlung der Vereinten Nationen in jenem Jahr mehrheitlich den Angriff.
Am 17. April 1986 plädierten die zwölf Außenminister der Europäischen Gemeinschaft (EG) auf einer Krisensitzung in Paris für das Ende der US-Militäraktionen und für Zurückhaltung beider Konfliktparteien. Während einer Europareise des US-Sonderbotschafters Vernon A. Walters hatten sich die Länder der Europäischen Gemeinschaft noch vor den Angriffen zu einer gemeinsamen Erklärung gegen Libyen entschlossen.
Am 21. April 1986 besuchte eine sechsköpfige Delegation der Bewegung der Blockfreien Staaten unter Leitung des indischen Außenministers Bali Ram Bhagat Libyen. Bhagat bezeichnete bei einem Treffen mit Muammar al-Gaddafi die US-Angriffe als völlig ungerechtfertigt und als eine „bösartige Aggression“, die ein Angriff auf jedes Mitgliedsland der Bewegung sei. Den Vorsitz der Bewegung der Blockfreien Staaten hatte zu dem Zeitpunkt (1986–1989) der Präsident von Simbabwe, Robert Mugabe, inne, der bei einer Abstimmung im September 1985 in Luanda (Angola) vor Libyen zum Vorsitzenden gewählt worden war.
Am 25. April 1986 beschloss Spanien die Ausweisung von elf Libyern.
Auf dem Weltwirtschaftsgipfel in Tokio vom 4. bis 6. Mai 1986 erwähnten die teilnehmenden Staaten in einer Resolution gegen den Terrorismus Libyen namentlich.